# Ammenda
L'ammenda è una pena pecuniaria. In alcuni ordinamenti (come Francia, Belgio e altri paesi francofoni) il termine designa la pena pecuniaria in generale. In Italia, invece, designa la pena pecuniaria per le contravvenzioni, in contrapposizione alla multa prevista per i delitti.

## Ordinamento italiano
L'art. 18, secondo comma, del Codice penale italiano annovera l'ammenda tra le pene per le contravvenzioni, mentre l'art. 26 precisa che consiste nel pagamento allo Stato di una somma non inferiore a 20 euro, né superiore a 10.000 euro (questi importi, originariamente espressi in lire, sono stati convertiti in euro e più volte aggiornati nel tempo, da ultimo con la legge 15 luglio 2009, n. 94).
Per talune contravvenzioni è prevista la sola pena dell'ammenda (in questo caso però il reato è stato depenalizzato dal D.Lgs. 15/01/2016, n.8 e la multa è stata sostituita da una sanzione amministrativa pecuniaria compresa tra 5000 € a 50000 €), per altri l'ammenda si applica alternativamente o congiuntamente alla pena dell'arresto (in questo caso il reato non è depenalizzato). Va poi tenuto presente che, secondo l'art. 53 della 24 novembre 1981, n. 689, l'arresto fino a tre mesi può essere sostituito dal giudice con l'ammenda, salvo sussistano le cause ostative di cui agli artt. 59 e 60 della stessa legge.
Secondo l'art. 133-bis c.p. il giudice, nel determinare l'ammontare dell'ammenda, deve tener conto anche delle condizioni economiche del reo. Può aumentare l'ammenda stabilita dalla legge fino al triplo o diminuirla fino a un terzo quando, per le condizioni economiche del reo, ritenga che la misura massima sia inefficace ovvero che la misura minima sia eccessivamente gravosa. Inoltre, secondo l'art. 133-ter c.p., può disporre, in relazione alle condizioni economiche del reo, che l'ammenda venga pagata in rate mensili, in numero non inferiore a tre e non superiore a trenta, d'importo non inferiore a 15 euro.
Secondo il testo originario dell'art. 136 c.p. l'ammenda non pagata si convertiva nell'arresto; la norma, però, è stata annullata dalla Corte costituzionale con sentenza 21 novembre 1979, n. 131. Ora, secondo l'art. 102 della legge n. 689/1981, l'ammenda non eseguita per insolvibilità del condannato si converte nella libertà controllata per un periodo massimo di sei mesi oppure, a richiesta del condannato, in lavoro sostitutivo. Il ragguaglio ha luogo calcolando un giorno di libertà controllata per ogni 38 euro o frazione di ammenda e un giorno di lavoro sostitutivo per ogni 25 euro o frazione di ammenda. Il condannato può sempre far cessare la pena sostitutiva pagando l'ammenda, dedotta la somma corrispondente alla libertà controllata scontata o al lavoro sostitutivo prestato. L'art. 103 della legge n. 689/1981 aggiunge che la durata complessiva della libertà controllata non può, comunque, superare i nove mesi e quella del lavoro sostitutivo i sessanta giorni. L'art. 108 della legge n. 689/1981 stabilisce, poi, che quando è violata anche solo una delle prescrizioni inerenti alla libertà controllata o al lavoro sostitutivo, la parte di pena non ancora eseguita si converte in un uguale periodo di arresto. Infine, vanno ricordati gli articoli 196 e 197 c.p. che prevedono due casi in cui, in caso di insolvibilità del condannato, l'obbligazione civile per l'ammenda grava su altra persona.
Le ammende sono introitate dalla Cassa delle ammende, ente pubblico istituito presso il Dipartimento dell'Amministrazione Penitenziaria del Ministero della giustizia.

### Testi normativi
- Codice penale italiano